# A.D. Decimum Lazio Femminile 2005-2006
Questa voce raccoglie le informazioni riguardanti la A.D. Decimum Lazio Femminile nelle competizioni ufficiali della stagione 2005-2006.

## Rosa
Rosa aggiornata alla fine della stagione.
| N. |                   | Ruolo | Calciatrice         |
| -- | ----------------- | ----- | ------------------- |
|    | Italia (bandiera) | A     | Alessandra Bossi    |
|    | Italia (bandiera) | P     | Veronica Brilli     |
|    | Italia (bandiera) | A     | Eleonora Bussu      |
|    | Italia (bandiera) | D     | Caterina Capolunghi |
|    | Italia (bandiera) | C     | Alessia Cianci      |
|    | Italia (bandiera) | A     | Manuela Coluccini   |
|    | Italia (bandiera) | A     | Diletta Crespi      |
|    | Italia (bandiera) | C     | Siria De Angelis    |
|    | Italia (bandiera) | C     | Silvia De Luca      |
|    | Italia (bandiera) | C     | Daniela Di Bari (c) |
|    | Italia (bandiera) | C     | Roberta Di Pastena  |
|    | Italia (bandiera) | A     | Giorgia Fiaschi     |

| N. |                     | Ruolo | Calciatrice         |
| -- | ------------------- | ----- | ------------------- |
|    | Italia (bandiera)   | C     | Valentina Foschi    |
|    | Italia (bandiera)   | C     | Aurora Landi        |
|    | Italia (bandiera)   | D     | Valentina Licata    |
|    | Italia (bandiera)   | D     | Federica Marzi      |
|    | Italia (bandiera)   | D     | Roberta Pieroni     |
|    | Cambogia (bandiera) | A     | Madeline Ngonovg    |
|    | Italia (bandiera)   | C     | Lucia Proto         |
|    | Italia (bandiera)   | A     | Rognoli             |
|    | Italia (bandiera)   | C     | Simona Salvatori    |
|    | Italia (bandiera)   | A     | Veronica Sciarretti |
|    | Italia (bandiera)   | A     | Michela Sulfaro     |